# Християнський кінізм
Християнський кінізм — це тлумачення християнства у світлі білого супремасизму (переваги білих). У США це ідеологія антиімігрантів, сепаратистів «спадщини Півдня», що відкололися від руху під назвою християнський реконструкціонізм і обстоюють переконання, що за Божим задумом кожен повинен «любити свій рід», не змішуючись із людьми з інших «племен та етносів», які, по суті, є розширеними родинами.

## Історія та ідеологія
Ідеологія християнського кінізму виникла в 90-х або на початку 2000-х у США.
Кіністи стверджують, що Біблія забороняє метисацію та расову інтеграцію. Антидефамаційна ліга зазначає, що «незважаючи на чіткі, расово-орієнтовані переконання, кіністи часто заперечують, що вони расисти». Рух слабо організований і, як наслідок, він не має єдиного лідера; станом на 2003 рік, у США були різні активісти-кіністи, багато з яких мали свої вебсайти та блоги.
Кіністи відрізняються від інших сект «верховенства білих»: «Що виділяє кіністів на тлі багатьох інших груп білого супремасизму — це їхнє прийняття біблійного християнства, що пропонує спасіння для всіх людей через віру Ісуса. Багато інших груп „переваги білих“ або повністю відкидають християнство, або, якщо практикують християнство, дотримуються такої форми релігії, яка визнає лише білих здатними спастися».